# Cynoglossidae

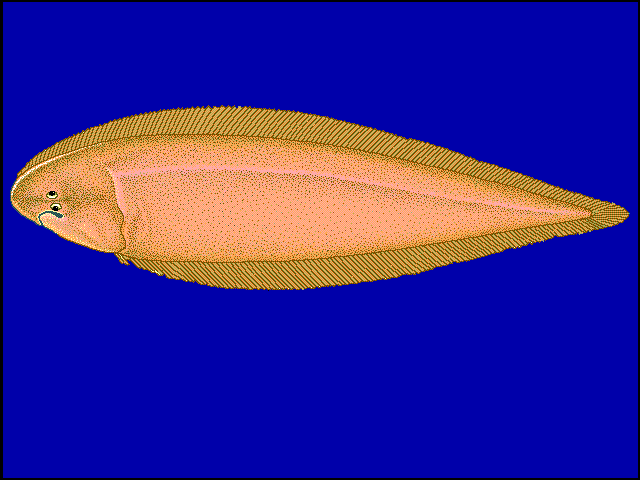
Cynoglossus canariensis

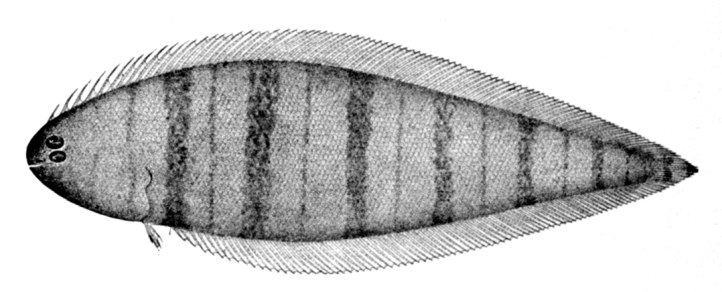
Symphurus pusillus

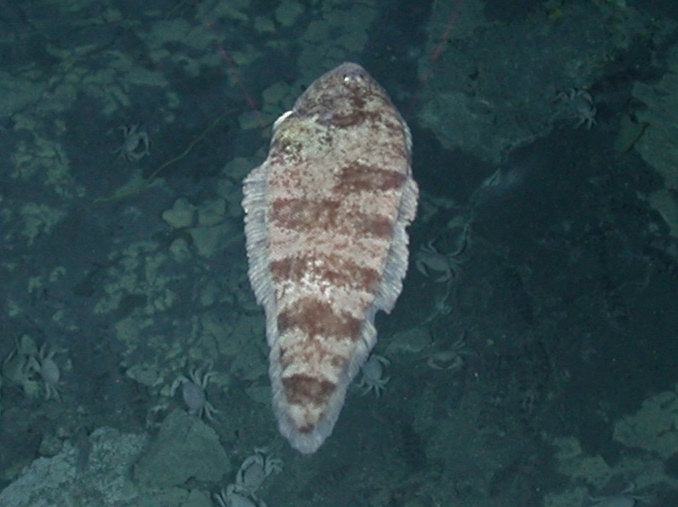
Symphurus thermophilus

I Cynoglossidae sono una famiglia di pesci ossei d'acqua dolce, marina e salmastra appartenenti all'ordine Pleuronectiformes (pesci piatti).

## Distribuzione e habitat
La maggior parte delle specie popola le acque tropicali e subtropicali, sono rari nei mari freddi.
Si incontrano sia in acque basse che alle profondità abissali. Alcune specie sono eurialine, 5 specie vivono esclusivamente in acqua dolce. Nel mar Mediterraneo sono presenti tre specie:
- Symphurus ligulatus
- Symphurus nigrescens
- Cynoglossus sinusarabici (lessepsiano[1]).

Solo le prime due specie sono state catturate nei mari italiani.

## Descrizione
Come tutti i pesci piatti i membri di questa famiglia hanno corpo molto appiattito lateralmente, asimmetrico e portante entrambi gli occhi su un lato (in questa famiglia il lato oculare è il sinistro). Si tratta di Pleuronettiformi piuttosto singolari, dotati di corpo piuttosto allungato dotato di un'estremità posteriore appuntita; la pinna caudale è indistinta ed unita alla parte pesteriore delle pinne dorsale ed anale. Le pinne pettorali sono assenti, la pinna ventrale destra è assente o molto piccola. Gli occhi sono piccoli e molto vicini fra loro, la bocca è piccola ed asimmetrica. Sono coperti di piccole scaglie. La linea laterale può essere assente o presente e duplicata in 2 o 3 linee distinte.
Misurano fino a circa 50 cm di lunghezza massima.

## Biologia
Poco nota.

## Pesca
Alcune specie extraeuropee hanno importanza per la pesca commerciale.

## Generi
- Cynoglossus
- Paraplagusia
- Symphurus